# Andrea Bowen
Andrea Lauren Bowen (Columbus, Ohio; 4 de marzo de 1990) es una actriz, cantante y bailarina estadounidense.

## Biografía
Bowen hizo su debut en el teatro en Broadway en 1996 como Cosette/Eponine joven en la obra basada en la novela Los Miserables de Victor Hugo, siendo la actriz de menor edad en interpretar dicho papel. Entre 1996 y 2001 Bowen tuvo una presencia constante en las tablas de Broadway. Actuó en las primeras representaciones en 1998 The Sound of Music en el papel de Marta; y en 2000 interpretó el papel de Adela en la versión musical de Jane Eyre. Bowen también era un miembro del grupo del concierto The Broadway Kids. Algunos de los hermanos de Bowen también han estado muy relacionadod con el teatro musical, realizando papeles en otros espectáculos de Broadway.
Desde 2004, Bowen ha interpretado a Julie Mayer en Desperate Housewives. Ha tenido también participación en series como Nip/Tuck, One Tree Hill, Boston Public, Law & Order: Special Victims Unit y Scandal. En la película Caperucita Roja también apareció. Igualmente, interpretó el papel de Candace en la película esotérica de aventura Eye of the Dolphin, y protagoniza la película Girl, Positive.

## Filmografía
- Law & Order: Special Victims Unit - Sophie Douglas(2001) (capítulo 15 de la segunda temporada "Countdown")
- That Was Then — Zooey Glass (2002)
- Strong Medicine — Sara Buck (2003)
- One Tree Hill — Stella (2003) (Solo escenas anuladas)
- The Cat in the Hat — Sally (videojuego) (voz) (2003)
- Extreme Skate Adventure (VG) (videojuego) (2003)
- Boston Public — Riley Ellis (2003)
- Party Wagon — Billie Bartley/Manifest Destiny (voz) (2004)
- Red Riding Hood — Ashley #2 (2004)
- Desperate Housewives — Julie Mayer (2004-2012)
- Without a Trace — Becky Grolnick (2005)
- Final Fantasy VII: Advent Children — Girl (Voz versión en inglés) (2005)
- Luckey Quarter — Patsy (2005)
- Eye of the Dolphin — Candace (2006)
- The Texas Panhandler — Voz invitada(2006)
- Bambi II - (Voz) (2006)
- Girl, positive — Rachel Sandler- (Película de TV) (2007)
- The Closer - Michelle Clark (2008)
- Crisis Core: Final Fantasy VII - Aerith Gainsborough (videojuego) (Voz versión en inglés) (2008)
- Ghost Whisperer - Rebecca (2009)
- Hawai 5.0 Amy (Episodio 1x22) (2011)
- The Secret Life of the American Teenager - Jackie (2012) (capítulo 21 de la cuarta temporada "Allies")
- G.B.F. - Shley (2013)

## Discografía
- The Night of the Hunter, concept álbum
- The Sound of Music original Broadway revival cast recording, 1998
- Jane Eyre original Broadway cast recording, 2001
- Sugarbeats
- Broadway Kids